# Instron

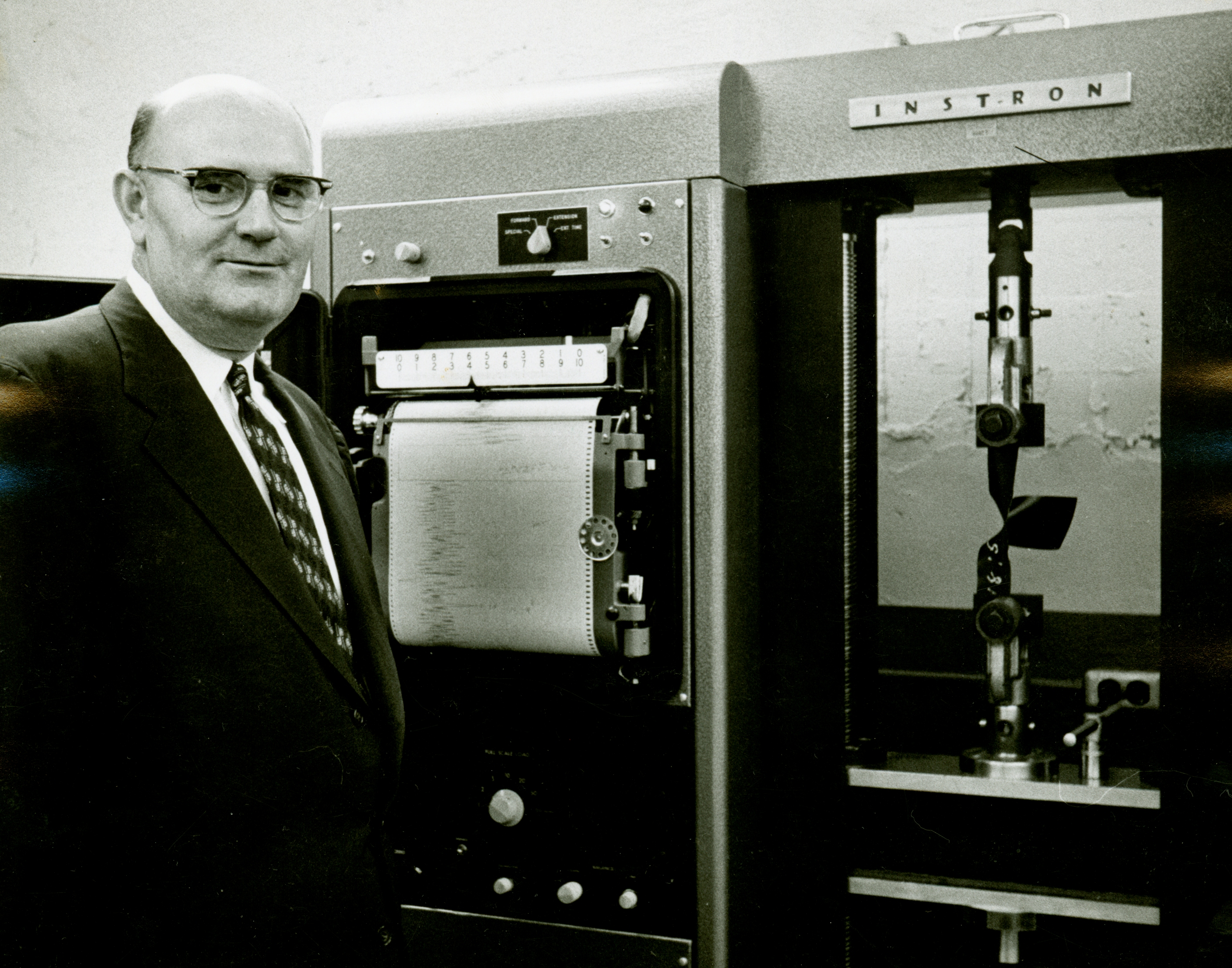
Оборудование производства Instron в Технологическом исследовательском институте Джорджии (англ.) в 1958 году.

Instron — производитель испытательного оборудования для оценки механических свойств материалов и деталей. Является частью компании ITW (англ.).
В 1946 году Хэролд Хиндмэн и Джордж Барр, вместе работавшие в Массачусетском технологическом институте, объединились для определения свойств новых материалов для использования в парашютах. Совместно они спроектировали установку для испытания материалов на основе нескольких тензодатчиков и системы управления сервоприводами. Это послужило началом создания Instron Engineering Corporation.

## Области применения
- испытание прочности на растяжение
- испытание прочности на сжатие
- испытания на усталость
- испытания прочности на изгиб
- испытание на ударную прочность

## Конкуренты
- Galdabini S.p.A.
- ADMET, Inc.
- MTS Systems Corporation
- Shimadzu Corporation
- TestResources, Inc.
- Tinius Olsen
- Zwick Roell Group
- LABORTECH s.r.o.
- Walter+Bai AG
- Тестсистемы
- ГК Точприбор